# الکل و سکس
الکل و سکس (به انگلیسی: Alcohol and sex) با تأثیرات مصرف الکل بر رفتار جنسی سروکار دارد. اثرات الکل، چیزی متعادل بین اثرات سرکوب کننده آن بر فیزیولوژی جنسی (که باعث کاهش فعالیت جنسی می‌شود) و سرکوب مهارهای روانی آن (که ممکن است باعث افزایش میل به رابطه جنسی شود)، می‌باشد.
الکل یک عامل افسردگی است. الکل پس از مصرف باعث کند شدن سیستم بدنی می‌شود. اغلب، احساس مستی با شادی و سرخوشی همراه است، اما سایر احساسات مثل خشم یا افسردگی نیز، می‌توانند ایجاد شوند. الکل بر تعادل، قضاوت و توازن نیز تأثیر منفی می‌گذارد. یکی از مهم‌ترین عوارض جانبی کوتاه مدت الکل، کاهش قدرت مهار عوارض آن (بازداری) است. کاهش بازداری می‌تواند منجر به افزایش رفتار جنسی شود.

## در مردان
مصرف کم تا متوسط الکل نشان می‌دهد که اثر محافظتی بر عملکرد نعوظ مردان دارد. چندین بررسی و فراتحلیل نوشته‌های موجود نشان می‌دهد که مصرف کم تا متوسط الکل به‌طور قابل توجهی خطر اختلال نعوظ را کاهش می‌دهد.
رفتارهای جنسی مردان می‌تواند به‌طور چشمگیری تحت تأثیر مصرف زیاد الکل قرار گیرد. در اکثر مطالعات (اما نه همه) مصرف الکل مزمن و حاد نشان داده‌است که باعث مهار تولید تستوسترون در بیضه‌ها می‌شود. اعتقاد بر این است که این امر ناشی از متابولیسم الکل است که نسبت ان‌ای‌دی +/ ان‌ای‌دی‌اچ را هم در کبد و هم در بیضه‌ها کاهش می‌دهد. از آنجایی که سنتز تستوسترون به NAD + نیاز دارد، این امر باعث کاهش تولید تستوسترون می‌شود.
از آنجایی که تستوسترون برای میل جنسی و برانگیختگی فیزیکی ضروری است، الکل اثرات مضری بر عملکرد جنسی مردان دارد. مطالعات انجام شده نشان می‌دهد افزایش سطوح مسمومیت با الکل باعث کاهش قابل توجه اثربخشی خودارضایی مردان (MME) می‌شود. این کاهش، با اندازه‌گیری غلظت الکل خون (BAC) و تأخیر انزال اندازه‌گیری شد. مسمومیت با الکل می‌تواند باعث کاهش برانگیختگی جنسی، لذت و شدت ارگاسم، و افزایش مشکل در رسیدن به ارگاسم شود.

## در زنان
اثرات الکل بر میل جنسی در زنان در گزارش‌ها گوناگون است. برخی از زنان گزارش می‌دهند که الکل برانگیختگی و میل جنسی‌شان را افزایش می‌دهد، با این حال، برخی مطالعات نشان داده‌است که الکل علائم فیزیولوژیکی برانگیختگی را کاهش می‌دهد. یک مطالعه در سال ۲۰۱۶ نشان داد که الکل بر میزان مثبت بودن تجربه جنسی در مردان و زنان تأثیر منفی می‌گذارد. مطالعات نشان داده‌اند که مصرف بیش از حد الکل باعث افزایش سطح تستوسترون و استرادیول می‌شود. از آنجایی که تستوسترون تا حدی قدرت میل جنسی را در زنان کنترل می‌کند، این امر می‌تواند یک دلیل فیزیولوژیکی برای افزایش علاقه به رابطه جنسی در زنان باشد. همچنین، از آنجایی که زنان دارای درصد چربی بیشتر و آب کمتری در بدن خود هستند، الکل می‌تواند تأثیر سریعتر و شدیدتری داشته باشد. پردازش الکل در بدن زنان بیشتر طول می‌کشد؛ به عبارت دیگر، بدن یک زن، یک سوم بیشتر از بدن یک مرد زمان لازم دارد تا این ماده را از بین ببرد.
رفتار جنسی تحت تأثیر الکل در زنان نیز با مردان متفاوت است. مطالعات نشان داده‌اند که افزایش غلظت الکل خون (BAC) با تاخیرهای ارگاسم طولانی‌تر و کاهش شدت ارگاسم در زنان مرتبط است. برخی از زنان با افزایش مصرف الکل و همچنین افزایش احساس لذت در طول ارگاسم، برانگیختگی جنسی بیشتری را گزارش می‌دهند. از آنجایی که پاسخ انزالی در میان مردان به صورت دیداری و به راحتی قابل اندازه‌گیری است، پاسخ ارگاسم در زنان باید دقیق تر اندازه‌گیری شود. در مطالعات مربوط به ارگاسم زنان تحت تأثیر الکل، تأخیر ارگاسم با استفاده از دستگاه فوتوپلتیسموگرافی واژینال (Vaginal photoplethysmograph) اندازه‌گیری شده‌است که اساساً حجم خون واژن را اندازه‌گیری می‌کند.
از نظر روان‌شناسی، الکل نیز در رفتار جنسی نقش داشته‌است. گزارش شده‌است که زنانی که مست بودند، بر این باور بودند که بیشتر از زمانی که مست نبوده‌اند، از نظر جنسی تحریک می‌شوند. این اثر روانی با اثرات فیزیولوژیکی اندازه‌گیری شده در تضاد است، اما به کاهش قدرت مهار عوارض آن (بازداری) به دلیل الکل اشاره دارد. اغلب، الکل می‌تواند بر ظرفیت یک زن برای احساس آرامش (و به نوبه خود، جنسی) بیشتر تأثیر بگذارد. الکل ممکن است توسط برخی از زنان به عنوان یک بازدارنده جنسی در نظر گرفته شود.

## تجاوز جنسی با کمک مواد مخدر
تجاوز جنسی با کمک مواد مخدر (DFSA)، (همچنین به عنوان تجاوز جنسی درنده شناخته می‌شود)، تجاوز جنسی است که پس از ناتوان شدن قربانی به دلیل مصرف الکل یا مواد مخدر دیگر انجام می‌شود. اصطلاح غیررسمی «داروهای تجاوز در قرار عاشقانه» (date rape drug) در اوایل دهه ۱۹۹۰ از طریق گزارش‌های رسانه‌های خبری ایالات متحده آمریکا به‌طور گسترده مورد استفاده قرار گرفت. محققان می‌گویند که برخلاف سایر انواع تجاوز جنسی، این نوع تجاوز، جرم خشونت فیزیکی نیست: این جرم لذت جویی جنسی و استحقاق است. داروهای تجاوز در قرار عاشقانه که به آن داروی درنده نیز می‌گویند، هر دارویی است که می‌تواند برای کمک به اجرای تجاوز جنسی تسهیل‌شده با مواد مخدر (DFSA) استفاده شود. رایج‌ترین انواع این نوع تجاوزها، آنهایی هستند که در آن قربانی، مواد مخدر را به میل خود یا برای مقاصد تفریحی یا بدون اطلاع مصرف کرده‌است. این نوع دوم (بدون اطلاع) تعرض است که اصطلاح «داروهای تجاوز در قرار عاشقانه» اغلب به آن اشاره دارد.

## ریسک پذیری جنسی
مسمومیت با الکل با افزایش خطر درگیر شدن افراد در رفتارهای جنسی پرخطر مانند رابطه جنسی محافظت نشده همراه است. مشخص نیست که آیا این دو به هم مرتبط هستند یا تیپ شخصیتی افرادی که اغلب مقادیر زیادی الکل می‌نوشند، باعث می‌شود تا نسبت به ریسک پذیری تحمل بیشتری داشته باشند.
الکل با بخش زیادی از پیامدهای ناخواسته مرتبط با رابطه جنسی مانند تجاوز در قرار عاشقانه، بارداری ناخواسته و بیماری‌های آمیزشی ارتباط دارد.
در سال ۲۰۱۸، اولین مطالعه در نوع خود نشان داد که الکل و نوشیدنی‌های انرژی زا کافئین دار با رابطه جنسی غیر معمول و پرخطر در میان بزرگسالان در سن دانشگاه مرتبط است.

## عینک آبجو
مطالعه ای که در سال ۲۰۰۳ منتشر شد، از فرضیه عینک آبجو (Beer goggles) حمایت کرد؛ با این حال، همچنین این مطالعه نشان داد که توضیح دیگر این است که مصرف‌کنندگان منظم الکل تمایل به داشتن ویژگی‌های شخصیتی دارند که به این معنی است که فرد الکلی، افراد را جذاب تر می‌بیند، چه در آن زمان تحت تأثیر الکل باشد یا نه. مطالعه‌ای دیگر در سال ۲۰۰۹ نشان داد که در حالی که مردان پس از مصرف الکل، زنان بزرگسال (که آرایش می‌کردند) را جذاب‌تر می‌دانستند، الکل در توانایی آنها برای تعیین سن زن تداخلی نداشته‌است (مستی باعث نمی‌شده‌است که مردان، زنان را بزرگتر از سن واقعی خود ببینند).

## کتابشناسی
- Abbey, A; Zawacki, T; Buck, PO; Clinton, AM; McAuslan, P (2001). "Alcohol and Sexual Assault" (PDF). Alcohol Health & Research. 25 (1): 43–51. PMC 4484576. PMID 11496965. Archived from the original (PDF) on 2011-09-30.
- Lyness, D (February 2009). "Date Rape". KidsHealth.org.
- Malatesta, V; Pollack, R; Crotty, T; Peacock, L (1982). "Acute alcohol intoxication and female orgasmic response". Journal of Sex Research. 18 (1): 1–17. doi:10.1080/00224498209551130.
- Malatesta, V; Pollack, R; Wilbanks, WA; Adams, H (1979). "Alcohol effects on the orgasmic-ejaculatory response in human males". Journal of Sex Research. 15 (2): 101–108. doi:10.1080/00224497909551027. PMID 491549.
- | جرایم مرتبط با الکل | - Drunk drivers - Alcohol-related traffic crashes in the United States - رانندگی در شرایط مستی (DUI) - Drunk driving in the United States - Public intoxication - Rum-running - مون‌شاین/الکل دناتوره - List of methanol poisoning incidents                                                                                                                                                                                                                                                                                                                                                   |
| الکلیسم             | - Alcohol and Native Americans - Alcoholism in adolescence - Alcoholism in family systems - Collaborative Study on the Genetics of Alcoholism - College student alcoholism - Disease theory of alcoholism - الکلی پرکار - Seeing pink elephants |
| شیمی                | - شیمی آبجو - Congener - Alcohol congener analysis - اتانول - محتوای الکل خون - الکل‌سنجی تنفسی - الکل فوزل - Wine chemistry |
| تأثیرات             | - اثرات کوتاه مدت مصرف الکل - اثرات بلند مدت مصرف الکل - On memory - Subjective response to alcohol |
| فعل و انفعالات      | - تاثیر نوشیدن الکل بر افزایش سن - Brain - الکل و سرطان - breast cancer - Cortisol - Pregnancy - Sleep - پاسخ/intolerance - Weight - Beverage-specific - Beer: Potomania - Red wine: Red wine headache |
| مسائل اجتماعی       | - Alcohol advertising - on college campuses - سکس - نزدیک‌بینی الکلی - Alcohol abuse among college students - مست کردن‌های مقطعی - همه‌گیرشناسی - Blackout (alcohol-related amnesia) - Blackout Wednesday - بازی‌های آشامیدنی - list - pregaming - Drinking in public - Drunk dialing - Drunk walking - Drunkorexia - Dry drunk - تناقض فرانسوی - Hair of the dog - Nightcap - Pantsdrunk - Passive drinking - Binge drinking devices - Beer bong - Yard of ale - Routes of administration - تنقیه الکل - Alcohol inhalation - Sconcing - Surrogate alcohol - Related issues - Balconing - خودکشی |
| تاریخچه             | - اسرار دیونیسوسی - Dipsomania - Gin Craze - فهرست افراد درگذشته بر اثر مصرف الکل - Rum ration - Speakeasy |
| عمومی               | - Beer day - می‌گساری - Apéritif and digestif - درمان‌های خماری - اثرات شراب بر سلامتی - Wine and food matching - Long-distance race involving alcohol - فهرست کشورها بر پایه مصرف الکل - Alcohol consumption by youth in the United States - Nip joint |

| قانون الکل   | - Administrative license suspension (ALS) - Alcohol packaging warning messages - Drunk driving law by country - DWI court - Field sobriety testing - Hip flask defence - Ignition interlock device - سن قانونی مشروبات الکلی - Age controversy in US - Underage drinking in US - List of alcohol laws of US                                                                                 |
| ممنوعیت الکل | - فهرست کشورها با ممنوعیت الکل - Neo-prohibitionism - نهضت مخالفت با مصرف الکل |
| هشیاری       | - ترک الکل - Alcohol-free zone - Dry campus - United States open-container laws - Designated driver - ترک اعتیاد - Drunk tank - Managed alcohol program - Non-alcoholic drink - List of cocktails - List of mixed drinks - Spritzer - Malt drinks - تیتوتالیسم - Temperance bar - Twelve-step groups - Al-Anon/Alateen - الکلی‌های گمنام (AA): - Adult Children of Alcoholics (ACA)          |
| محدودیت الکل | - 0-0-1-3 - Alcohol education - Alcohol server training - FRAMES - Dry January - Foundation for Advancing Alcohol Responsibility - پویش‌ها - Get Your Sexy Back - Liquor license - نوشیدنی‌های کم-الکلی - Fermented tea - ماءالشعیر - Low-alcoholic malt drinks - Small beer - اندازه‌گیری - Alcoholic spirits measure - نوشیدنی استاندارد - Recommended maximum intake of alcoholic beverages |
| داروی اعتیاد | - Disulfiram-like drugs: دی‌سولفیرام، calcium carbimide, سیانامید. سولفونیک اسیدs: آکامپروسات |
| دین و الکل   | - Christian views on alcohol - alcohol in the Bible - Islam and alcohol |
| تاریخ        | - Bratt System |